# Kostel svatého Václava (Ochoz u Brna)
Kostel svatého Václava je barokní římskokatolický chrám v obci Ochoz u Brna. Kolem něj se rozprostírá hřbitov.
Stávala zde gotická kaple, samotný kostel byl na jejím místě postaven v roce 1606. Po třicetileté válce byl opraven v letech 1658 a 1659, rozšířen byl v letech 1740–1750, k dalším úpravám došlo v roce 1784. Jednolodní barokní stavba s věží je na severní straně doplněna výrazným přístavkem pro sakristii.
Je farním kostelem ochozské farnosti.